# Jimmy Payne
James Bolcherson „Jimmy“ Payne (* 10. März 1926 in Bootle; † 22. Januar 2013 in Kendal) war ein englischer Fußballspieler. Als Rechtsaußen des FC Liverpool gehörte er in den späten 1940er- und frühen 1950er-Jahren häufig zu den Stammspielern. Im Jahr 1950 erreichte er das Endspiel im FA Cup und vier Jahre später stieg er mit seinen Mannen als Tabellenletzter in die zweite Liga ab. Ein Jahr nach seinem Wechsel zum Lokalrivalen FC Everton beendete er 1957 seine aktive Laufbahn.

## Sportlicher Werdegang
Payne wurde nördlich der Stadt Liverpool in Bootle geboren. Als etwas klein gewachsener Fußballer machte er dort als kreativer Flügelspieler auf sich aufmerksam und der später als „Merseyside Matthews“ bezeichnete Rechtsaußen schloss sich 1942 dem FC Liverpool auf Amateurbasis an. Gut zwei Jahre später unterschrieb er dort den ersten Profivertrag, aber nach dem Ende des Zweiten Weltkriegs musste er bis September 1948 auf seinen Einstand in der ersten Mannschaft warten. Die Erstligapartie daheim gegen die Bolton Wanderers ging mit 0:1 verloren, aber nach seinem ersten Tor einen Monat später – ein später Ausgleichstreffer gegen den FC Chelsea (1:1) – erarbeitete er sich auf der rechten Außenbahn einen Stammplatz. Dabei harmonierte er besonders gut mit dem rechten Halbstürmer Jack Balmer und ergänzte damit das Offensivspiel der FC Liverpool unter Trainer George Kay, das häufig über die linke Seite durch kraftvolle Offensivvorstöße des Schotten Billy Liddell geprägt war.
Auf dem Weg zum Endspiel im FA Cup 1950 trug Payne maßgeblich zum Erfolg bei. Er schoss im Wiederholungsspiel der dritten Runde gegen die Blackburn Rovers ein Tor zum 2:1-Sieg und war danach gegen Exeter City (3:1) ebenfalls treffsicher. Im Finale, in dem die „Reds“ dem FC Arsenal mit 0:2 unterlagen, konnte Payne seinen direkten Gegenspieler Walley Barnes jedoch nur selten überlisten. Dennoch hatten ihm seine Leistungen in der Saison 1949/50 große Anerkennung eingebracht und Payne stand in einem provisorischen Kader der englischen Nationalmannschaft anlässlich der WM-Endrunde in Brasilien. Dass er letztlich zu keinem A-Länderspiel kam, lag auch an der damals hochkarätigen Konkurrenz in einer Ära, die auf seiner Seite Spieler wie Matthews oder Tom Finney aufwies.
Beim FC Liverpool wurde Payne jedoch aufgrund seiner Ballsicherheit und Spielintelligenz wertgeschätzt, der vor allem mit Flanken oder Steilpässen für gefährliche Momente sorgte. Unter dem neuen Trainer Don Welsh geriet Liverpool jedoch kontinuierlich in eine Abwärtsspirale. Nach einer Reihe von schwachen Resultaten zur Mitte der Saison 1951/52 stellte Welsh Payne auf die linke Halbposition um. Der Versuch, dort für mehr Kreativität zu sorgen, schlug jedoch fehl, da Payne nicht über die ausreichende Ausdauer verfügte und damit den Anforderungen für das laufintensive Spiel zwischen den Strafräumen nicht genügte. Nachdem das Experiment abgebrochen wurde und Payne wieder auf die rechte Flügelposition zurückgekehrt war, konnte dieser jedoch die vormaligen Offensivqualitäten nur noch selten demonstrieren. Die Reds befanden sich weiter im sportlichen Sinkflug und nach einem siebzehnten Platz in der Saison 1952/53 stieg Liverpool 1954 als Tabellenletzter in die zweite Liga ab. Während der unglückseligen Spielzeit 1953/54 verpasste Payne eine Reihe von Partien verletzungsbedingt und mit dem von Leyton Orient verpflichteten Brian Jackson war zudem ein ernsthafter Konkurrent für Payne nach Liverpool gekommen. Trotz hartnäckiger Verletzungsprobleme kam Payne auch in der zweiten Liga zu weiteren Einsätzen, die er sich weitgehend mit Jackson teilte. Im April 1956 bot sich ihm dann die Chance zu einer Rückkehr in die erste Liga und für eine Ablösesumme von 5.000 Pfund wechselte er im April 1956 zum Lokalrivalen FC Everton, dem er als Kind ursprünglich angehangen hatte.
Das sportliche Comeback bei den „Toffees“ blieb jedoch weitestgehend glücklos und nach nur einem Jahr beendete Payne verletzungsbedingt im Alter von 31 Jahren seine Fußballerlaufbahn. Er arbeitete fortan in Bootle in einem im Familienbesitz befindlichen Kiosk, bevor er Hotelier im Lake District wurde. In der dortigen Grafschaft Cumbria verstarb er 86-jährig im Januar 2013.